# مارتن ماليا
مارتن ماليا (بالإنجليزية: Martin Malia)‏ هو مؤرخ أمريكي، ولد في 14 مارس 1924 في سبرينغفيلد في الولايات المتحدة، وتوفي في 19 نوفمبر 2004 في أوكلاند في الولايات المتحدة.

## وصلات خارجية
- مارتن ماليا على موقع أرشيف الشارخ.